# Древолазы
Древолазы (лат. Dendrobatidae) — семейство бесхвостых земноводных, является сестринской группой по отношению к семейству Aromobatidae, но, в отличие от них, ядовиты. Некоторые представители семейства являются одними из самых ядовитых животных на планете. Латинское название происходит от древнегреческих слов др.-греч. δένδρο — «дерево» и др.-греч. βατῷ — «подниматься».

## Описание
Как правило, это очень маленькие лягушки размером 12—25 мм, самые крупные до 60 мм. Весят около 2 граммов, в зависимости от размера. Окраска тела большинства видов очень яркая (от нежно-жёлтого цвета до синевато-чёрного и кроваво-красного в крапинку), предупреждающая об опасности. Лапы чаще всего окрашены в черный цвет. На пальцах есть присоски — не круглые, как у квакш, а скорее треугольные, имеющие вид двух сросшихся дисков на каждом пальце. Язык длинный, не закреплённый сзади. Зубы отсутствуют. Глаза способны воспринимать только движущиеся объекты. Зрачок поперечный, овальный. Барабанная перепонка выражена более или менее отчетливо. Костные концевые суставы пальцев передних и задних ног имеют форму буквы «Т». Самцы крупнее самок. Имеют приятный голос, в зависимости от вида напоминающий стрекотание сверчка или посвистывание.

## Образ жизни
Обитают по берегам рек и ручьев в дождевых лесах гор и низменностей на высотах от 300 до 2000 м над уровнем моря. Большинство видов большую часть жизни проводят на деревьях высотой до 10 м, к которой прекрасно приспособлены, хорошо передвигаются по тонким ветвям и даже листьям. Некоторые виды обитают в сезонных влажных или затопленных низинных лугах, пахотных землях, пастбищах, сельских садах, плантациях, влажной саванне и сильно деградировавших лесах. Несколько представителей семейства предпочитают открытые сухие пространства, занимая влажные затененные участки почвы под низкорослыми растениями. Любят высокую влажность воздуха (от 70 до 100 %) при идеальной температуре в 25—28 °C днем и 18—20 °C ночью, однако, кратковременно могут переживать снижение температуры ниже нуля, и даже случающиеся в горах снегопады. Настоящих водоёмов они избегают, особенно прохладных ручьев — холодная вода замедляет метаболизм, и упав в неё, древолазы могут даже захлебнуться и утонуть.
В отличие от других амфибий древолазы активны только днём. Благодаря яркой предупреждающей окраске лягушки свободно перемещаются не опасаясь хищников. По ночам спят в укрытиях под листьями, в дуплах и расщелинах деревьев на небольшой высоте от поверхности земли или во мху. Крупным самцам свойственно ярко выраженное агрессивное территориальное поведение. Обладают строго охраняемыми участками, которые обозначают криками и при вторжении соперников яростно защищают.
Прыгают древолазы редко, только в случае крайней необходимости, предпочитая передвигаться пешком. При опасности не убегают, а впадают в коматозное состояние, либо наоборот — проявляют агрессивность, наскакивая на врага. Питаются червями, жесткокрылыми и пауками, однако основная их пища — это мелкие насекомые: термиты и муравьи, а также различные клещи, кислота которых является основой их токсинов. Добычу активно преследуют. Живут до 25 лет.

## Размножение
Размножаются древолазы на протяжении всего года. Самцы привлекают самок продолжительными криками и активно дерутся с другими самцами за территорию. Самки выбирают самцов исходя из яркости их окраски, а также места выбранного самцом для кладки. Когда самка выбирает самца, то подходит к нему и поглаживает лапками по спинке. В связи с тем, что самцы древолазов крупнее самок, у них отсутствует амплексус. Самцы обхватывают самок не за туловище, а за голову, прижимая тыльные стороны пальцев к подбородку самки. Это положение самца наилучшее для оплодотворения откладываемых самкой икринок. Объятия происходят не всегда. Так, у маленьких древолазов самец сначала выделяет сперму, а затем самка в то же самое место откладывает икру.
Икру откладывают в лесную подстилку, в расселины под камнями, на затененные, низко нависающие над землей листья или в пазухи листьев тропических растений семейств бромелиевых и ароидных. Икринки находятся в студенистой оболочке, которая после оплодотворения набухает и создает для эмбрионов комфортные условия для развития. Кладка небольшая, от 1—2 икринок до 30—40. Во время инкубации, длящейся 12—14 дней, один из родителей либо охраняет кладку постоянно, либо периодически навещает и смачивает икринки водой. Время от времени он перемешивает массу икринок задними лапами.
Пол будущих древолазов зависит от температуры воды и воздуха во время инкубации: при понижении температуры появляется больше самок, а при повышении — самцов. После вылупления головастиков древолазы (у некоторых видов — только самцы) начинают тереться боками о новорожденных, а те, извиваясь, заползают к ним на спину и прикрепляются к пятнам особой слизи, которую выделяют кожные железы взрослых особей. У головастиков поверхность брюшка плоская или слегка вогнутая, что позволяет им держаться на родительской спине. Головастики разных видов могут оставаться на ней от нескольких часов до недели и более. Многие виды приносят своих головастиков к небольшим ручьям, некоторые выпускают их во временные водоёмы с дождевой водой, скапливающиеся в розетках бромелиевых или в пазухах листьев других тропических растений. Красящий древолаз нередко выпускает своих головастиков в воду, собравшуюся в дуплах древесных стволов. В такой бедной пищей воде головастики склонны к каннибализму, и нередко лишь один из них доживает до половой зрелости. Самки маленьких древолазов, головастики которого развиваются в водоёмах в пазухах листьев, регулярно навещают свое потомство и откладывают в воду, где плавают головастики, не оплодотворённые икринки, которыми головастики питаются.

## Токсичность
Некоторые виды древолазов являются одними из самых ядовитых животных на планете. Их кожа пронизана железами, выделяющими микроскопические доли яда, которых вполне достаточно, чтобы убить 20 человек. В своём составе яд содержит около ста различных ядовитых веществ, одним из которых является батрахотоксин, вызыващий аритмию сердца, ведущую к его остановке и вызывающий паралич дыхания, что в тяжелых случаях может привести к смерти человека примерно через 20 минут. Это один из сильнейших ядов небелковой природы. Чтобы яд подействовал, ему достаточно попасть в кровь через слизистую оболочку или мелкие трещинки на коже. Противоядия к яду древолазов в настоящее время не существует.
Наиболее ядовиты 3 вида рода листолазов, обитающие на западных склонах колумбийских Анд: золотистополосый листолаз, двухцветный листолаз, ужасный листолаз. По сравнению с другими видами они выделяют меньше яда, зато их яд примерно в 20 раз сильнее, поэтому к ним опасно даже прикасаться.
Ядовитые лягушки не вырабатывают яд самостоятельно. Они получают его вместе с пищей, например, с панцирными клещами. Токсины могут изменяться организмом лягушки в процессе метаболизма или остаются неизменными. Если исключить ядовитых насекомых из рациона древолазов, то через некоторое время они теряют свою токсичность.
Яркая, бросающаяся в глаза окраска предупреждает об опасности, что отпугивает большинство врагов, и некоторые безвредные амфибии подражают в окраске ядовитым древолазам (например, свистун Eleutherodactylus gaigae). Однако абсолютной безопасности ядовитость не даёт — крупные пауки и некоторые виды змей (например, Erythrolamprus epinephalus) имеют иммунитет к яду и успешно на них охотятся.

## Древолазы и человек
Издревле индейцы Центральной Америки смазывают ядом древолазов наконечники охотничьих и боевых стрел (в том числе духовых). Яд этих амфибий гораздо сильнее кураре, и даже легкая царапина отравленным наконечником может привести к смерти. Охотники собирают яд с помощью огня, держа лягушку над костром. Когда она начинает выделять яд, его наносят на кончики стрел.
Из батрахотоксина, входящего в состав яда древолазов, ученые смогли выделить производное вещество — эпибатидин, обладающий болеутоляющими свойствами в 200 раз сильнее морфина и не вызывающий привыкания. Однако, терапевтическая доза данного препарата очень близка к смертельной дозе.
Также, благодаря яркой окраске, дневной активности, тихим и приятным трелям, издаваемым древолазами, они стали очень популярны среди террариумистов.

## Распространение
Являются эндемиками Центральной и Южной Америки. Обитают в дождевых лесах Боливии, Коста-Рики, Бразилии, Колумбии, Эквадора, Венесуэлы, Суринама, Французской Гвианы, Перу, Панамы, Гайаны и Никарагуа. Существует также инвазивная популяция красящих древолазов на Гавайях.

## Классификация
На январь 2023 года семейство включает 3 подсемейства, 16 родов и 205 видов:
Colostethinae Cope, 1867
- Ameerega Bauer, 1986 (29 вид)
- Colostethus Cope, 1866 — Тёмные древолазы (12 видов)
- Epipedobates Myers, 1987 (8 видов)
- Leucostethus  Grant et al., 2017 (11 видов)
- Silverstoneia Grant et al., 2006 (8 видов)

Dendrobatinae Cope, 1865 
- Adelphobates Grant et al., 2006 (3 вида)
- Andinobates Twomey, Brown, Amezquita & Mejia-Vargas, 2011 (16 видов)
- Dendrobates Wagler, 1830 — Древолазы (5 видов)
- Excidobates Twomey & Brown, 2008 (3 вида)
- Minyobates Myers, 1987 (1 вид)
- Oophaga Bauer, 1994 (12 видов)
- Phyllobates Dumeril & Bibron, 1841 — Листолазы (5 видов)
- Ranitomeya Bauer, 1986 (16 видов)

Hyloxalinae Grant et al., 2006 
- Ectopoglossus Grant et al., 2017 (7 видов)
- Hyloxalus Jimenez de la Espada, 1870 (64 видов)
- Paruwrobates Bauer, 1994 (3 вида)

Incertae sedis:
- Colostethus poecilonotus Rivero, 1991

## Фото
- Colostethus fraterdanieli
- Epipedobates anthonyi
- Oophaga pumilio
- Ranitomeya variabilis